# Leiothrix glauca
Leiothrix glauca är en gräsväxtart som beskrevs av Silveira. Leiothrix glauca ingår i släktet Leiothrix och familjen Eriocaulaceae. Inga underarter finns listade i Catalogue of Life.